# شاش حمدان
شاش حمدان قرية سوريّة تتبع إداريّاً لمحافظة حلب منطقة منبج ناحية خفسة، بلغ تعداد سكانها (390) نسمة حسب التعداد السكاني لعام 2004.